# Liolaemus kriegi
Espèce
Synonymes
- Liolaemus ceii Donoso-Barros, 1971

Statut de conservation UICN

 LC  : Préoccupation mineure
Liolaemus kriegi est une espèce de sauriens de la famille des Liolaemidae.

## Répartition
Cette espèce se rencontre dans le sud du Chili et en Argentine dans les provinces de Neuquén et de Río Negro.

## Description
C'est un saurien vivipare.

## Taxinomie
L'espèce Liolaemus ceii a été placée en synonymie avec Liolaemus kriegi par Troncoso-Palacios et al. en 2014.

## Étymologie
Cette espèce est nommée en l'honneur de Hans Krieg (1888-1970).

## Publication originale
- Müller & Hellmich, 1939 : Liolaemus-Arten aus dem westlichen Argentinien. Zoologischer Anzeiger, vol. 127, p. 44-47.